# كأس الاتحاد الإنجليزي 2012–13
كأس الاتحاد الإنجليزي 2012–13 (بالإنجليزية: 2012–13 FA Cup)‏ هو الموسم 132 من  كأس الاتحاد الإنجليزي. أقيم خلال الفترة 11 أغسطس 2012 وحتى 11 مايو 2013، والذي يشرف على تنظيمه الاتحاد الإنجليزي لكرة القدم، وكان عدد الأندية المشاركة فيه  758، وفاز فيه ويغان أتلتيك.